# Ayanıs
Koordinaten: 38° 42′ 29,8″ N, 43° 12′ 40,2″ O
Die urartäische Festung von Agartı Kalesı in Ağarti (früher Ayanis) liegt 35 km nördlich von Van auf einem Felsvorsprung 250 m über dem Van-See (1867 m ü. NN). Die Festung kontrolliert die Straße von Tušpa nach Erciş. Sie wurde im 7. Jahrhundert unter Rusa II. gegründet und trug den Namen Rusaḫinili Eidoru kai (dt.: Rusas Stadt gegenüber dem Berg Eidoru), um sie vom gleichnamigen Rusaḫinili (Toprakkale) zu unterscheiden. Ayanıs war eine der großen urartäischen Festungen (É.GAL), die wahrscheinlich neben Tušpa als Hauptstadt dienten. Wahrscheinlich wurde Ayanıs durch ein Erdbeben zerstört und danach nicht wieder aufgebaut.

## Ausgrabungen
Ausgrabungen fanden 1989–1997 unter Leitung von Altan Çilingiroğlu von der Ege Üniversitesi statt. Unter anderem wurde ein Turm-Tempel (susi) für den Reichsgott Ḫaldi entdeckt. Eine Inschrift aus diesem Tempel erwähnt auch Opfer von Schafen für den Mondgott Šelardi. Die Ausgrabungen  konzentrierten sich auf das Innere der Festung. Bisher sind circa 10 % der Fläche freigelegt worden. Die Inschrift am Eingang des Tempels ist eine der längsten, die aus Urartu  bekannt sind. Sie ist in einen Basaltblock eingegraben und lautet wie folgt:
„Rusa spricht: Dieser Fels war unberührt, nichts hatte hier vorher gestanden. Ich habe ein Heiligtum und eine Festung in Vollendung erbaut, Ich habe neue Wingerte und Obstgärten angelegt und eine Siedlung gegründet.“ Die Inschrift endet mit den üblichen Flüchen gegen den, der den Namen von Rusa auslöscht und seinen eigenen Namen einfügt: „Mögen Ḫaldi und der Wettergott und der Sonnengott ihn vertilgen.“
Eine maßstabsgetreue Nachbildung des unteren Teils dieses Tempels einschließlich der keilschriftlichen Inschrift befindet sich im Archäologischen Museum in Van.

## Architektur
Die Mauern aus Lehmziegeln standen auf Steinfundamenten, die Fundamente waren in den gewachsenen Fels gehauen. Im Süden bestehen die Fundamente aus Basalt, dem bevorzugten Material urartäischer Architekten, sonst aus dem anstehenden Kalkstein. Der Eingang liegt im Südosten und ist durch zwei Türme gesichert. Eine Inschrift an dem Tor nennt Rusa, Sohn des Argišti, als Erbauer der Festung „vor dem Berg Eidoru“, dem göttliche Ehren zuteilwurden und dem Tiere geopfert wurden.

## Funde
Die Räume enthielten teilweise Funde in situ, was ein Hinweis auf plötzliches Verlassen oder Katastrophe ist. Ein Teil der Keramik trägt Töpfermarken, insgesamt 141 verschiedene Zeichen, gestempelt oder eingeritzt. Im Ḫaldi-Tempel lagen die Weihegaben, die ursprünglich an den Wänden gehangen hatten, auf dem Fußboden, wohin sie bei der Zerstörung der Festung gefallen waren. Sie waren auch später nicht geplündert worden, ein Anzeichen für das Ausmaß der Katastrophe.